# 叫化鶏

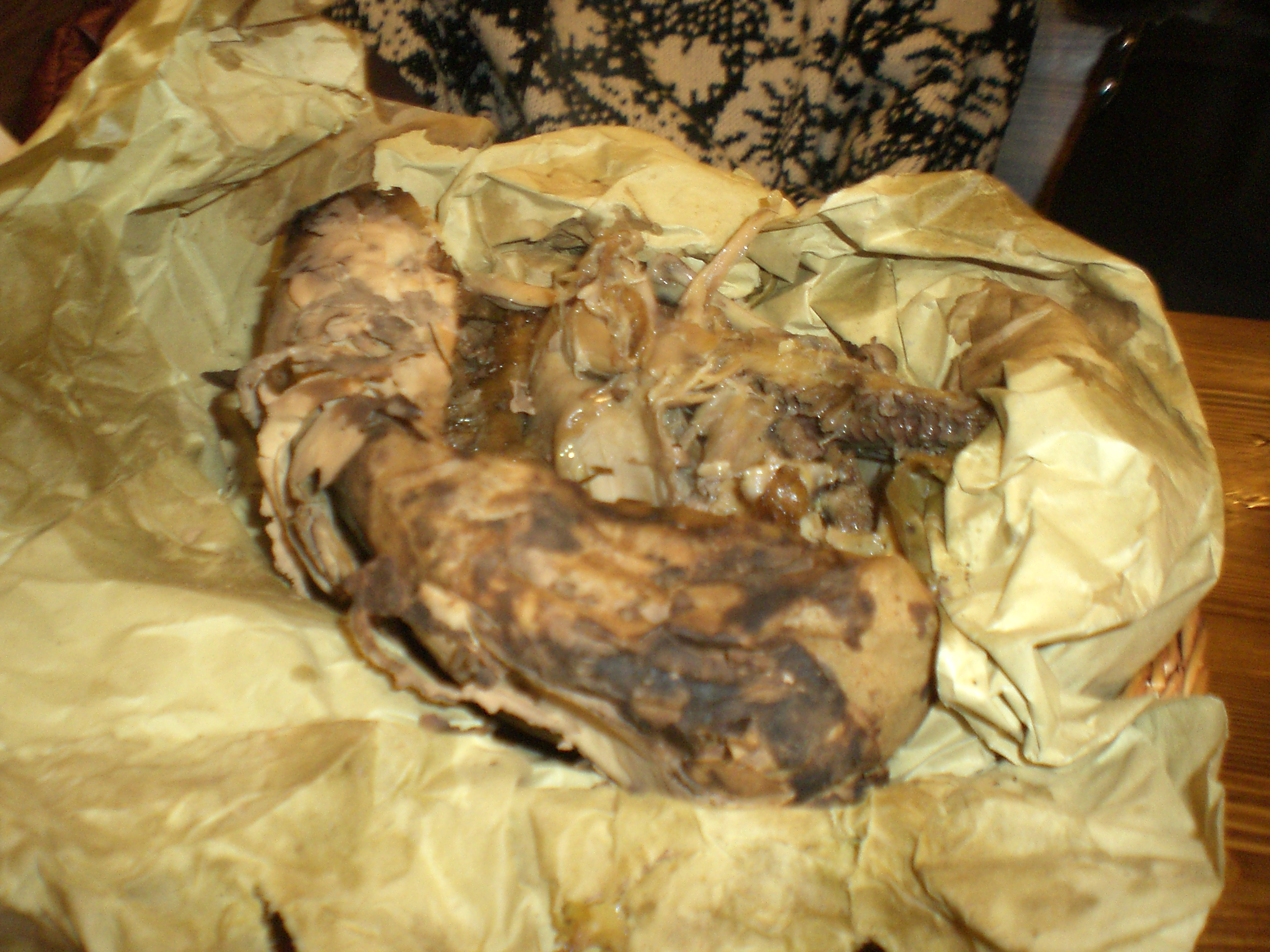
叫化鶏

叫化鶏（きょうかどり、中国語 叫化雞 ジアオホワジー jiàohuàjī、叫化童雞 ジアオホワトンジー jiàohuàtóngjī）、は、下処理した鶏を蓮の葉でくるんだのち、さらに土で全体を包み、丸ごと炉で蒸し焼きにする、中国江南地方の料理。別名として乞食鶏（こじきどり）、富貴鶏（ふうきどり）などがあり、英語で「Beggar's Chicken」と呼ばれる。

## 概要
「叫化」は、江蘇省、上海市、湖南省、貴州省などで「乞食」、「物乞い」を意味する言葉で、「叫花子」という地方も多い。乞食が調理法を考案した料理とされ、その名がある。「童雞」というのは若鶏で、若鶏を使うと「叫化童雞」と呼ばれる。
蓮の葉でくるんでいることで、肉は柔らかく、味が逃げず濃厚なうまみが出る上、蓮の香りも加わって、風味豊かなことが特徴。ただし、「本格的」に粘土で固めて調理されたものは土の臭いが強過ぎることで、嫌う人が多い。これを回避するために、蓮の葉と粘土の間にナイロンのシートで包むことにより、土の臭いが料理に移らない工夫が通常はされている。

## 歴史
この料理が誕生したいきさつが伝説のように語り継がれているが、大筋は以下のようなものである。
明代の末か、清代の初め頃、江蘇省常熟県の虞山の麓あたりで、食べるものに困った乞食が偶然に鶏を手に入れたが、調理の手段を持たなかった。仕方なくそのまま泥で鶏を包み、土中に埋め、その上でたき火をした。その後、鶏を掘り出して食べたところ、柔らかくて大変に美味な上、泥といっしょに羽根もきれいに取ることができた。
これがきっかけとなって、改良を加え、「下ごしらえをした鶏を蓮の葉でくるんだのち、粘土で全体を包み、オーブンで蒸し焼きにする」という料理法が生み出され、1882年に常熟市の「山景園菜館」のメニューとなり、蘇州市の「王四酒家」などの名物料理として定着したのだという。
中華人民共和国成立後の1950年代になって、この手法に通じた調理人が浙江省杭州市の「天香楼菜館」に移り、「叫化童雞」の名で国内外の賓客をもてなすことが多かったことから、杭州の名物料理としても知られるようになった。
その後、四川料理店や広東料理店などでも出すところが現れ、泥の代わりに小麦粉の生地を使ったり、日本料理の塩釜焼きのように塩を使う例もでている。

## 作り方の例
1. 1.75kg程度の鹿苑鶏か三黄鶏の若鶏または成鳥をまるごと1羽用意し、毛を抜き、足先を切り落とし、脇に切り目を入れて、内臓を取り出し、内側を洗って、肋骨が折れるように小槌で軽くたたいておく。
2. 醤油、紹興酒、塩をあわせたたれに1時間ほどつけ込む。
3. 切ったネギ、ショウガをラードで炒めて香りを出し、エビ、砂ずり、豚肉、金華ハム、戻した干し椎茸などをさいの目に切った具を加えて炒め、醤油、砂糖、紹興酒、うま味調味料で味を付ける。
4. 鶏の腹の中に炒めた具とクローブ1粒を詰め、鶏の頭を曲げて穴に差し込み、豚の網油か薄切りした脂身で皮を覆い、洗った蓮の葉で全体を包む。さらに、セロハンやタケノコの皮で包む場合もある。外れないように紐で縛る。
5. 泥か粘土で全体を包み込む。（水でしめらせた塩やパン生地で包む場合もある。）
6. オーブンに入れ、強火で泥が乾くまで40分間程度焼き、その後は弱火でじっくりと中に火が通るまで2時間程度焼く。
7. 焼き上がったら、大皿に乗せて客席に出し、木槌で泥を割って取り除いてから、蓮の葉を開いて切り分け、ごま油をまぶし、白ネギ、甜麺醤とともに食べる。

## 類似の料理
浙江省景寧シェ族自治県のシェ族（ショー族）にはサツマイモをハス、または、サトイモの葉で包み、稲藁など縛り、泥を塗ってから、竈の灰の中に入れて作る「煨泥巴番薯（ウェイニーバファンシュー）」という焼き芋がある。